# Acido diatrizoico
L'acido diatrizoico è un mezzo di contrasto usato per i raggi X. È utile per la visualizzazione di vene, sistema urinario, milza ed articolazioni, nonché durante la tomografia computerizzata (TC). Può essere somministrato per via orale, iniezione in vena oppure per iniezione attraverso la vescica o rettale.
Gli effetti collaterali più comuni dovuti alla somministrazione comprendono vomito, diarrea e arrossamento della pelle. Altri effetti indesiderati includono prurito, problemi ai reni, abbassamento della pressione sanguigna e reazioni allergiche. Non è raccomandato alle persone che hanno allergia allo iodio. Infatti l'acido diatrizoico è un agente di radiocontrasto ionico iodurato con alta osmolalità.
Diatrizoate è stato approvato per uso medico negli Stati Uniti nel 1954. È nell'elenco dei farmaci essenziali dell'Organizzazione Mondiale della Sanità, tra i farmaci più efficaci e sicuri necessari per i sistemi sanitari. Il costo all'ingrosso per i paesi in via di sviluppo è di circa 5,49 USD per un flaconcino da 20 ml. Negli Stati Uniti una dose costa meno di 25 USD.

## Usi medici
L'acido diatrizoico può essere usato come alternativa al solfato di bario nell'imaging del tratto gastrointestinale, sia per la parte  superiore che per l'intestino tenue. Permette di valutare la canalizzazione conservata del tubo digerente, quindi la pervietà intestinale, l’integrità di parete, è un prodotto largamente affermato.
È indicato per l'uso in pazienti allergici al bario o nei casi in cui il bario potrebbe fuoriuscire nella cavità addominale, irritare la sierosa peritoneale e produrre reazioni infiammatorie importanti quali peritosmi poi trattati con lavanda peritoneale in sala operatoria, baritomi e barioliti (fecalomi di bario).
Viene anche usato nell'urografia.